# Жанна д’Арк

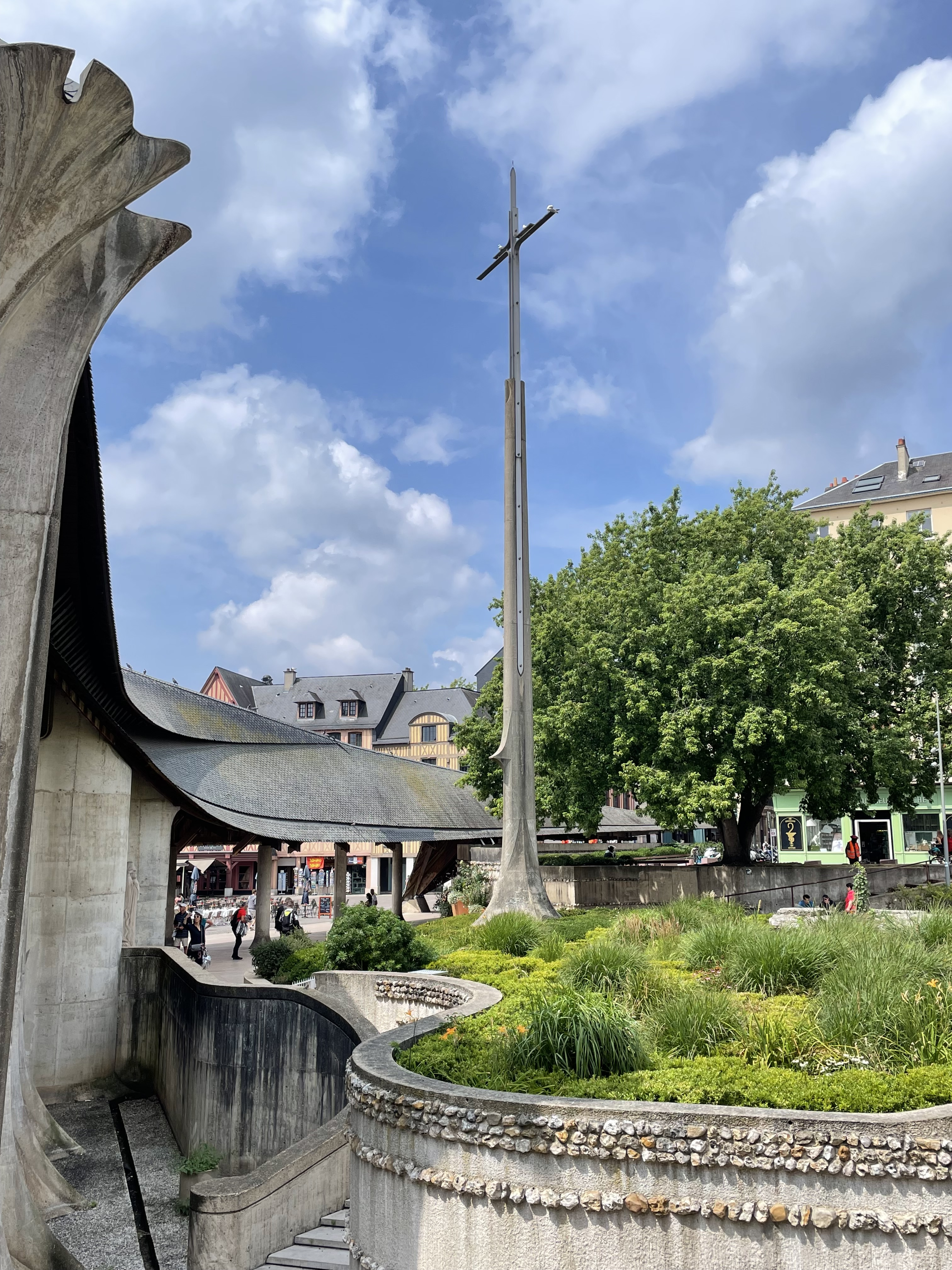
Крест на месте казни Жанны д’Арк в Руане. Постановление о том, что на месте её гибели должен быть воздвигнут высокий крест, было принято 7 июля 1456 года, на процессе, в ходе которого она была реабилитирована. Стоящий там ныне крест поставлен в XX веке; слева в кадре — церковь Жанны д’Арк, построенная в 1979 году

Жа́нна д’Арк, Орлеа́нская де́ва (фр. Jeanne d’Arc, ср.-франц. Jehanne Darc; 6 января 1412, Домреми, герцогство Бар, королевство Франция — 30 мая 1431, Руан, герцогство Нормандия, королевство Англия) — национальная героиня Франции, одна из командующих французскими войсками в Столетней войне. Попав в плен к бургундцам, была передана англичанам, осуждена судом католической церкви как ведьма и заживо сожжена на костре. Впоследствии в 1456 году была реабилитирована и в 1920 году канонизирована — причислена католической церковью к лику святых.
Жанна д’Арк родилась 6 января 1412 года в зажиточной крестьянской семье в Домреми на северо-востоке Франции. В 1428 году она попросила привести её к дофину Карлу, будущему королю Карлу VII, заявив, что была направлена видениями архангела Михаила, святой Маргариты и святой Екатерины, чтобы помочь ему спасти Францию от английского господства.
Убедившись в её преданности, дофин Карл в марте 1429 года отправил Жанну, которой было 17 лет, во главе войска на помощь осаждённому Орлеану. Такому её успеху немало способствовали ходившие по Франции слухи, что Францию в критический момент спасёт девушка. Французским военачальникам, оборонявшим Орлеан, было предписано перейти под её командование. Жанна прибыла в город в апреле 1429 года со своим знаменем, вселив надежду в деморализованную французскую армию. Через девять дней после её прибытия — 29 апреля 1429 года — англичане прекратили осаду. Жанна воодушевила французов агрессивно преследовать англичан во время Луарской кампании, которая увенчалась ещё одной решающей победой при Пате, открыв путь французской армии к Реймсу, куда Жанна фактически доставила Карла, где он был коронован как король Франции. Эти победы подняли боевой дух французов, подготовив почву для их окончательного триумфа в Столетней войне в 1453 году.
После коронации Карла Жанна участвовала в неудачной осаде Парижа в сентябре 1429 года и в неудачной осаде Ла Шарите в ноябре. Её роль в этих поражениях снизила доверие к ней двора. В начале 1430 года Жанна организовала отряд добровольцев для освобождения Компьеня, который был осаждён бургиньонами — французскими союзниками англичан. Она была захвачена бургиньонскими войсками 23 мая 1430 года. После безуспешной попытки бегства она была передана англичанам в ноябре; предана суду зимой 1430 года католическим епископом Пьером Кошоном по обвинению в ереси, которая включала в себя богохульство, ношение мужской одежды, действие в соответствии с демоническими видениями и отказ представить свои слова и поступки на суд церкви — объявлена виновной и сожжена на костре 30 мая 1431 года в возрасте девятнадцати лет.
В 1456 году инквизиционный суд повторно расследовал дело Жанны и отменил вердикт, заявив, что оно было запятнано обманом и процессуальными ошибками. Жанну почитали как мученицу, считали послушной дочерью Римско-католической церкви, символом свободы и независимости. После Французской революции она стала национальным символом Франции. В 1920 году Жанна д’Арк была канонизирована Римско-католической церковью, а два года спустя объявлена одной из святых покровительниц Франции. Образ Жанны д’Арк запечатлён в многочисленных произведениях культуры, включая литературу, картины, скульптуры и музыку.

## Франция в эпоху Жанны д’Арк
Столетняя война началась в 1337 году с нападения на Францию английского короля Эдуарда III, заявившего о своих правах на французский престол. Вплоть до 1415 года война шла с переменным успехом: французы терпели жестокие поражения, но всё же им удавалось держать под контролем значительную часть страны и даже временами отвоёвывать некоторые территории. Но в 1415 году ситуация для французов резко ухудшилась: в Англии прекратилась междоусобица, и король Генрих V из новой династии Ланкастеров начал решительное вторжение на материк. В самой Франции внутренняя ситуация была катастрофическая, страной формально правил безумный король Карл VI, за реальную власть в стране боролись группировки арманьяков и бургиньонов.

Территории, занятые противниками к 1435 году

25 октября 1415 года французские войска были разбиты в сражении при Азенкуре. В 1416 году бургундский герцог Иоанн Бесстрашный заключил союз с англичанами, и вскоре он стал хозяином Парижа и стал править от имени безумного короля совместно с женой последнего — Изабеллой Баварской. Дофин Карл, наследник Карла VI, лишь чудом сумел бежать на юг страны.
В 1420 году был подписан договор в Труа, согласно которому дофин Карл объявлялся лишённым прав на корону. Королём после смерти Карла VI должен был стать Генрих V Английский, обручённый с французской принцессой Екатериной, а за ним — его сын, рождённый от этого брака. Это был смертный приговор независимости Франции. В 1422 году Генрих V внезапно умер, и королём обоих государств стал его 9-месячный сын Генрих VI. Регентом при малолетнем короле стал английский герцог Бедфорд.
Чтобы полностью подчинить Францию, англичанам достаточно было соединить оккупированную северную Францию с давно контролируемыми ими Гиенью и Аквитанией на юге. Ключевым пунктом, мешавшим им это сделать, был город Орлеан, операция по взятию которого началась в 1428 году. Защитники оборонялись храбро, но исход осады казался предрешённым.

## Биография

### Домреми — Шинон

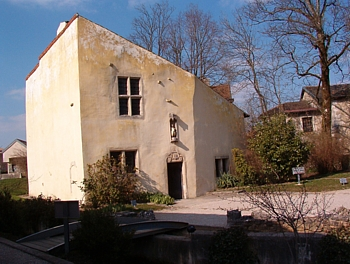
Дом Жанны д’Арк в Домреми. Ныне — музей

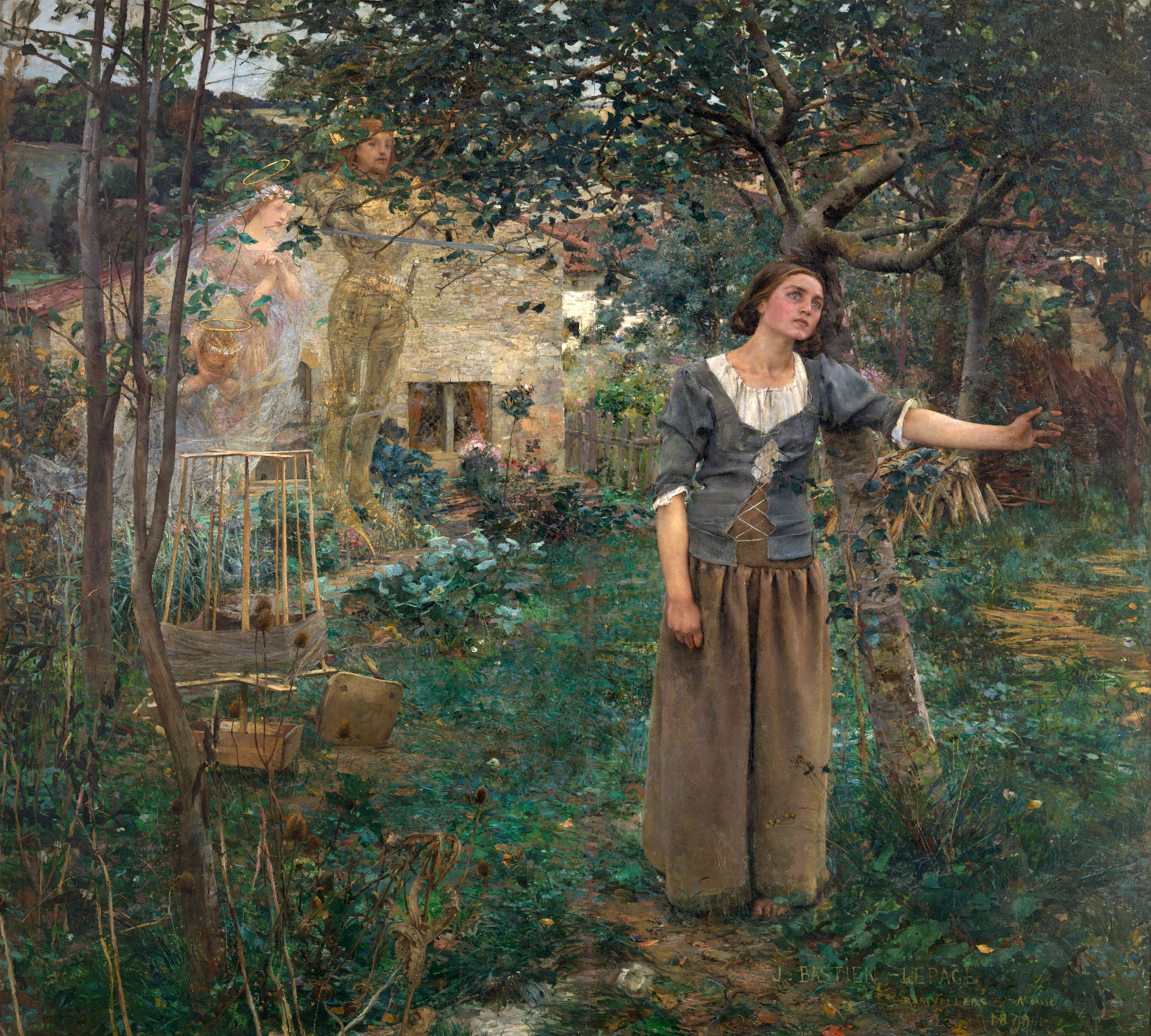
Жюль Бастьен-Лепаж. «Видение Жанны д’Арк» (1879)

Традиционная дата рождения Жанны — 1412 год, однако в декрете папы Пия X от 6 января 1904 года, принятом вслед за торжественным заседанием, на котором было рассмотрено дело о причислении Девы к лику святых, названа дата 6 января 1409/1408 года.
Жанна д’Арк родилась в деревне Домреми в герцогстве Бар в семье зажиточных крестьян Жака д’Арка и Изабеллы де Вутон по прозвищу Роме (римлянка) из-за её паломничества в Рим. Жанна никогда не называла себя Жанной д’Арк, а лишь «Жанной Девственницей», уточняя, что в детстве её называли Жанеттой.
В 13 лет Жанна впервые, по её уверениям, услышала голоса архангела Михаила и святой Екатерины Александрийской, а также, как считается, Маргариты Антиохийской, которые иногда являлись ей и в видимом облике. Спустя некоторое время они якобы открыли Жанне, что именно ей суждено снять осаду с Орлеана, возвести дофина на трон и изгнать захватчиков из королевства. Когда Жанне исполнилось 16 лет, она отправилась к капитану города Вокулёр Роберу де Бодрикуру и объявила о своей миссии. Будучи высмеянной, Жанна была вынуждена вернуться в деревню, однако через год повторила свою попытку. На этот раз капитан, поражённый её настойчивостью, был более внимателен, а когда Жанна точно предсказала печальный для французов исход «Селёдочной битвы» под стенами Орлеана, согласился дать ей людей, чтобы она смогла направиться к королю, а также снабдил мужской одеждой — шапероном, хуком и шоссами, причём Жанна до конца предпочитала одеваться именно так, объясняя, что в мужской одежде ей легче будет воевать и при том не вызывать ненужного внимания к себе со стороны солдат. В это же время к отряду Жанны присоединились два её верных спутника — рыцари Жан де Мец и Бертран де Пуланжи, а также три её брата.
За 11 дней преодолев расстояние по неприятельской бургундской территории между Домреми и Шиноном, в конце февраля или начале марта 1429 года. Жанна прибыла в этот замок — резиденцию дофина Карла. Дофин воспользовался тем, что Жанна писала ему из Сент-Катрин-де-Фьербуа, что обязательно узнает его, и устроил ей проверку, посадив на трон другого человека и встав в толпе придворных. Однако Жанна выдержала испытание, узнав его. Она объявила Карлу, что послана Небом для освобождения страны от английского господства и попросила войска для того, чтобы снять осаду Орлеана. Затем Карл и Жанна отошли в сторону и долго беседовали наедине, на какую тему — это осталось тайной. Этот разговор очень порадовал дофина, он сохранил этот разговор в тайне, которая открылась только через 25 лет.
В Шиноне Жанна изумила Карла VII и молодого герцога Алансонского своим мастерством в верховой езде, своим безупречным знанием игр, распространённых среди знати: кентен, игра в кольца, — требовавших совершенного владения оружием. В ходе оправдательного процесса Ален Шартье, секретарь королей Карла VI и Карла VII, заявил по поводу допросов, проводившихся на протяжении предыдущего судилища, следующее: «Создавалось впечатление, что эта девушка воспитана была не в полях, а в школах, в тесном общении с науками».
Карл, однако, колебался. Сначала он приказал, чтобы матроны подтвердили девственность Жанны, затем отправил её в Пуатье, где она должна была подвергнуться допросу богословов, а также отправил гонцов на её родину. После того, как не было найдено ничего, что могло бы бросить тень на репутацию девушки, Карл решился передать в её руки командование войсками и назначил её главнокомандующим. Ведущие французские военачальники Этьен де Виньоль по прозвищу Ла Гир (на старофр. ire означает «гнев, ярость»), Потон де Сентрайль и Орлеанский бастард, из последних сил отбивавший английские атаки в Орлеане, должны были пойти под её командование. Начальником её штаба стал принц Алансонский. Важную роль в таком смелом решении сыграл тот факт, что Жанна именем Бога подтвердила Карлу его законнорождённость и права на престол, в которых сомневались многие, включая самого Карла.
Вопрос, почему молодую, никому не известную девушку принял дофин, беспокоит исследователей с давних пор. По наиболее распространённой среди учёных-иоаннистов версии, впервые сформулированной Мариной Уорнер, Жанну приняли при дворе, потому что её сочли одной из тех женщин-мистиков, предсказания которых должны были помочь в разрешении политических вопросов. Во Франции, как и вообще в Западной Европе во второй половине XIV — начале XV веков женский мистицизм был весьма распространён. Связано это явление с Великой Схизмой и, как следствие, поиском нетрадиционных путей спасения церкви и христиан. Однако Жанна, в отличие от прочих визионерок, предсказывала ближайшее будущее королевства, ведущего тяжёлую войну. При этом она сама видела себя в центре событий, активным действующим лицом, тем, кто исполняет свои «пророчества». Именно поэтому девушка представляла для окружения дофина интерес — с её помощью приближённые Карла рассчитывали решить проблемы, стоявшие перед страной.

### Жанна — военачальница
После назначения для Жанны изготавливают доспехи (она получила специальное разрешение комиссии богословов из Пуатье на ношение мужской одежды), знамя и хоругвь. Меч для неё был найден в часовне Сент-Катрин-де-Фьербуа согласно повелению самой Жанны. По легенде, этот меч принадлежал Карлу Мартеллу.
Затем она направилась в Блуа, назначенный сборным пунктом для армии, и уже во главе армии выступила к Орлеану.
Известие о том, что армию возглавила посланница Бога, вызвало необычайный моральный подъём в войске. Потерявшие надежду начальники и солдаты, уставшие от бесконечных поражений, воодушевились и вновь обрели храбрость.

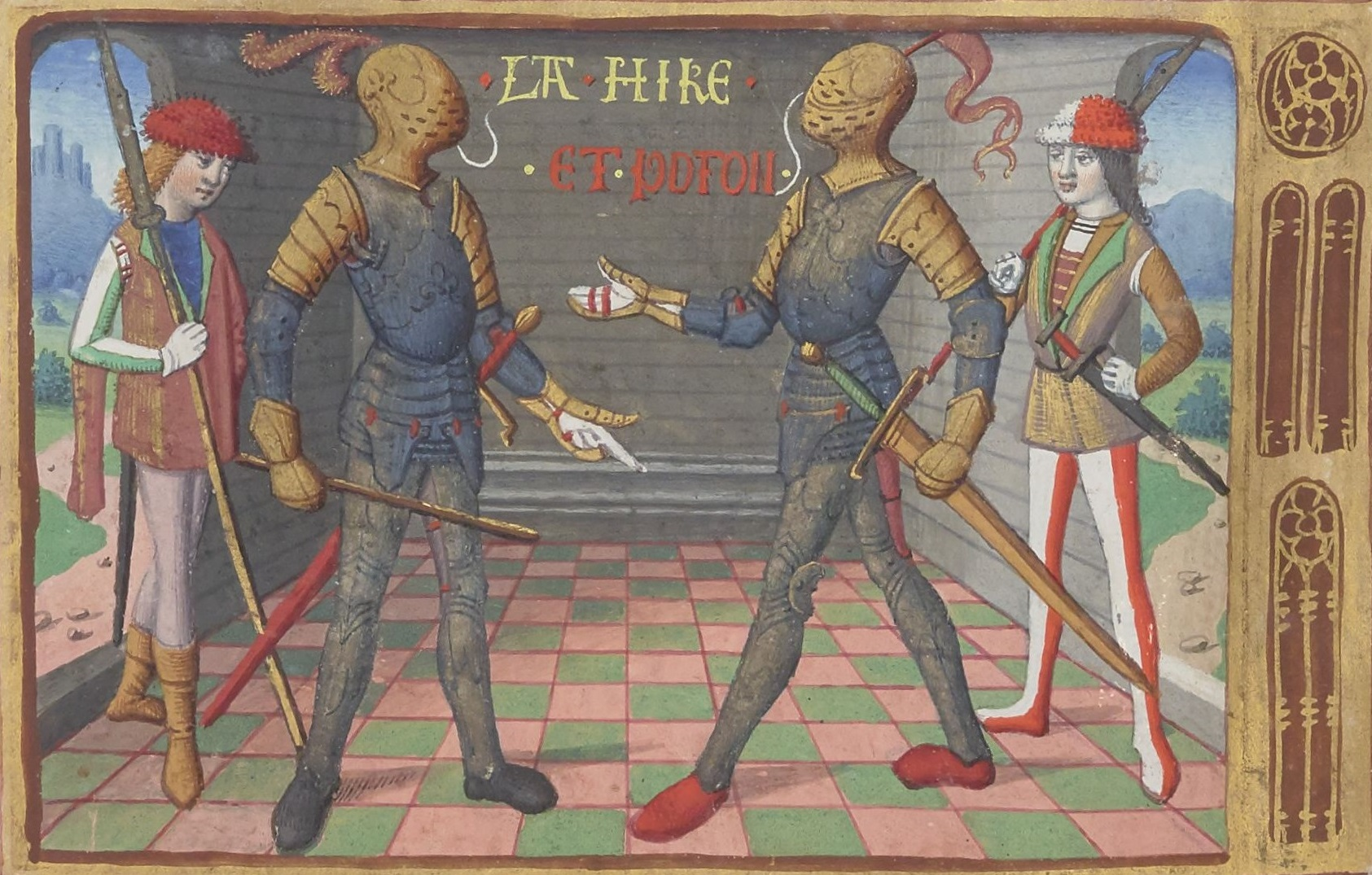
Полководцы Жанны д’Арк: Потон де Сентрайль и Ла Гир. Миниатюра из «Вигилий на смерть короля Карла VII». Около 1483 г.

29 апреля 1429 года Жанна с небольшим отрядом проникает в Орлеан. 4 мая её армия одержала первую победу, взяв бастион Сен-Лу. Победы следовали одна за другой, и уже в ночь с 7 на 8 мая англичане были принуждены снять осаду с города. Таким образом, задачу, которую прочие французские военачальники посчитали невыполнимой, Жанна д’Арк решила за четыре дня.
После победы под Орлеаном Жанну прозвали «Орлеанской Девой» (фр. la Pucelle d’Orléans). День 8 мая до наших дней отмечается каждый год в Орлеане как главный праздник города. За достижения Карл даровал ей и всей семье потомственное дворянство с именем «дю Лис».

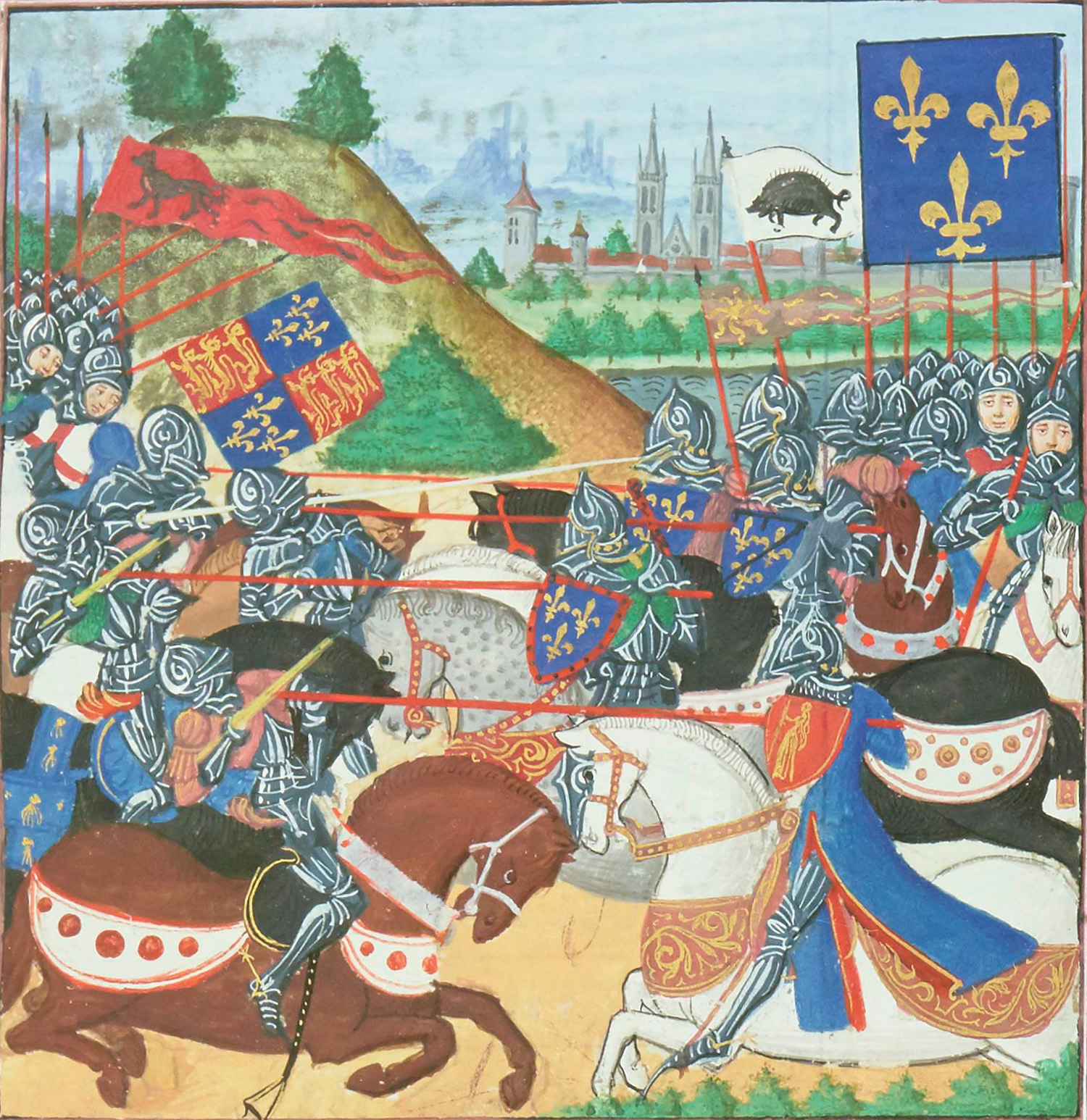
Битва при Пате. Миниатюра из «Хроник Карла VII» Жана Шартье, 1470-е гг.

Колебания и нерешительность Карла были причиной того, что в свой следующий поход к занятым англичанами замкам Луары Жанна выступила лишь 9 июня. Однако и в этот раз армия, возглавляемая ею, действовала быстро, решительно и необычайно успешно. 11 июня армия подошла к центральному укреплённому пункту англичан на Луаре — Жаржо, на следующий день Жаржо был взят приступом, 15 июня Жанна выступает на Мен-сюр-Луар, 16 июня — на Божанси, а уже 18 июня состоялась решающая битва при Пате с английской армией, возглавляемой Тальботом и Фастольфом, которая закончилась полным разгромом англичан. Грозный Тальбот попал в плен, Фастольф бежал с поля боя. Луарская операция была завершена.
Жанна отправилась к королю и призвала его отправиться на миропомазание в Реймс, традиционное место коронования французских королей. Перед началом похода Жанна сумела также примирить короля с бывшим у него в немилости коннетаблем Ришмоном, опытным военачальником, что ещё более сплотило французов.

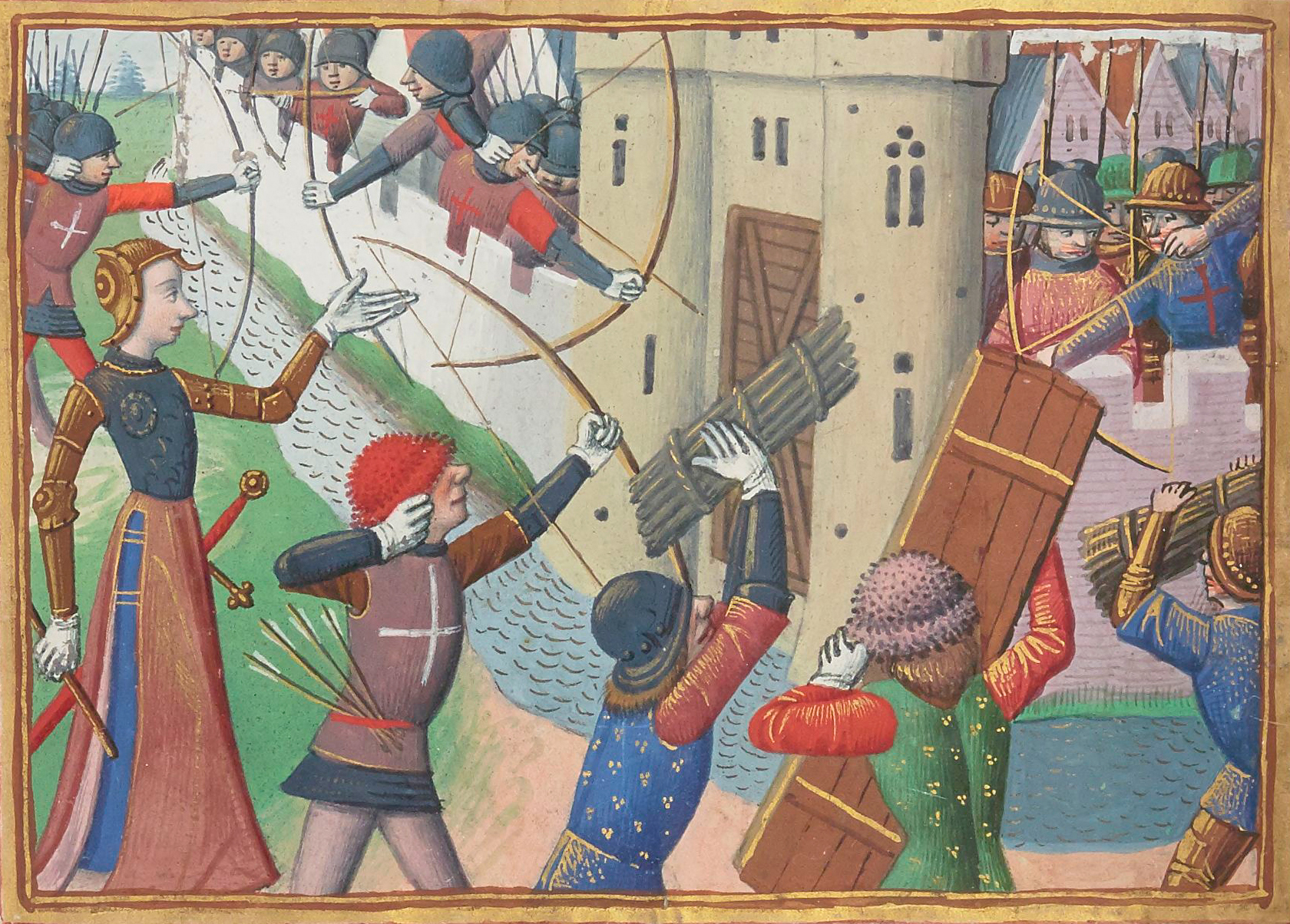
Жанна д’Арк при осаде Парижа (1429). Миниатюра из «Вигилий на смерть короля Карла VII», около 1483 г.

29 июня начался «бескровный поход» в сторону Реймса. Город за городом открывал ворота перед королевской армией, 17 июля король был торжественно миропомазан в Реймсском соборе в присутствии Жанны д’Арк, держащей в руках знамя, что вызвало необычайный всплеск национального духа в стране. Бургундский герцог Филипп III Добрый не приехал на церемонию, и Жанна в тот же день написала ему письмо, призывая к примирению.
После коронации Жанна убеждала Карла начать наступление на Париж, пользуясь благоприятной ситуацией и смятением в стане англичан, однако тот снова начал колебаться. Осада столицы была предпринята только в сентябре, однако оказалась неудачной, а сама Жанна была ранена из арбалета. Король отдал приказ отводить армию к Луаре, и 21 сентября армия была распущена.
Весной 1430 года военные действия были возобновлены, но проходили вяло. Жанне постоянно ставились препоны королевскими придворными. В мае Жанна приходит на помощь Компьеню, осаждённому бургундцами. 24 мая 1430 года в результате предательства (был поднят мост в город, что отрезало Жанне путь для отхода) Жанна д’Арк была взята в плен бургундами. Король Карл, который стольким был ей обязан, не сделал ничего, чтобы спасти Жанну. По мнению французов, это было самое гнусное предательство за всю историю страны. Вскоре за 10 тыс. золотых ливров бургунды продали её англичанам. В ноябре — декабре 1430 года Жанна была перевезена в Руан.

### Процесс и осуждение
Процесс начался 21 февраля 1431 года. Несмотря на то, что формально Жанну судила церковь по обвинению в ереси, она содержалась в тюрьме под охраной англичан как военнопленная. Возглавлял процесс епископ Пьер Кошон, ярый приверженец английских интересов во Франции.
Английское правительство нисколько не скрывало ни своей причастности к суду над Жанной д’Арк, ни того значения, которое оно этому суду придавало. Оно взяло на себя все связанные с ним расходы. Сохранившиеся и опубликованные документы английского казначейства в Нормандии показывают, что эти расходы были немалыми.
В хрониках венецианца Морозини прямо сказано: «Англичане сожгли Жанну по причине её успехов, ибо французы преуспевали и, казалось, будут преуспевать без конца. Англичане же говорили, что, если эта девушка погибнет, судьба не будет больше благосклонна к дофину». В ходе процесса выяснилось, что обвинить Жанну будет не так-то просто — девушка держалась на судилище с потрясающим мужеством и уверенно опровергала обвинения в ереси и сношениях с дьяволом, обходя многочисленные ловушки. Поскольку не удавалось добиться от неё признания в ереси, суд начал концентрироваться на тех фактах, где добровольное признание Жанны не требовалось, — например на ношении мужской одежды, пренебрежении авторитетом церкви, а также пытался доказать, что голоса, которые слышала Жанна, исходили от дьявола. Вопреки нормам церковного суда Жанне не разрешили подать апелляцию папе и проигнорировали благоприятные для Жанны выводы процесса в Пуатье.

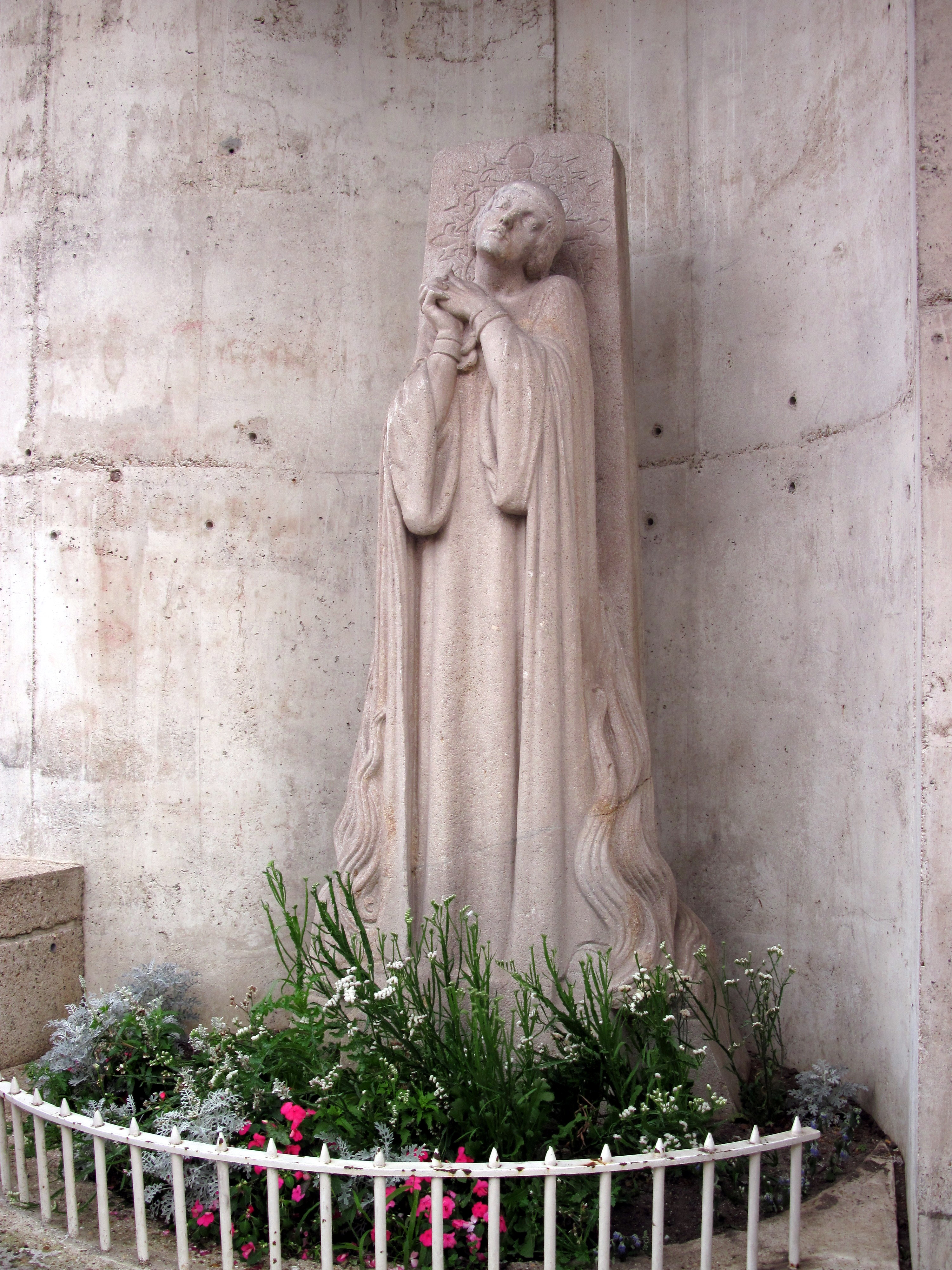
Памятник у места казни Жанны (Реаль дель Сарт, Максим, 1928)

В надежде сломить волю узницы её содержат в ужасных условиях, английские стражники оскорбляют её, на допросе 9 мая трибунал угрожал ей пыткой, но всё напрасно — Жанна отказывается покориться и признать себя виновной. Кошон понимал, что если он осудит Жанну на смерть, не добившись от неё признания вины, то лишь поспособствует возникновению вокруг неё ореола мученицы. 24 мая он прибегнул к откровенной подлости — предъявил узнице готовый костёр для её казни через сожжение и уже возле костра обещал перевести её из английской в церковную тюрьму, где ей будет обеспечен хороший уход, если она подпишет бумагу об отречении от ересей и послушании церкви. При этом бумага с текстом, зачитанным неграмотной девушке, была подменена другой, на которой был текст о полном отречении от всех своих «заблуждений», на которой Жанна поставила крест. Естественно, Кошон и не думал выполнять своё обещание и снова отправил её в прежнюю тюрьму.
Через несколько дней под предлогом того, что Жанна снова надела мужскую одежду (женская была у неё отобрана силой) и, таким образом, «впала в прежние заблуждения» — трибунал приговорил её к смерти. 30 мая 1431 года Жанна д’Арк была сожжена заживо на площади Старого Рынка в Руане. На голову Жанны надели бумажную митру с надписью «Еретик, вероотступница, идолопоклонница» и повели на костёр. «Епископ, я умираю из-за вас. Я вызываю вас на Божий суд!» — с высоты костра крикнула Жанна и попросила дать ей крест. Палач протянул ей две скрещённые хворостины. И когда огонь охватил её, она крикнула несколько раз: «Иисус!». Почти все плакали от жалости. Её пепел был рассеян над Сеной. В музее города Шинон хранятся останки, якобы принадлежащие Жанне д’Арк, хотя, по исследованиям учёных, эти мощи ей не принадлежат.

## После смерти
Осуждение и казнь Жанны д’Арк не помогли англичанам — от удара, нанесённого ею, они так и не смогли оправиться.
Граф Уорик, запоздало поняв, какое воздействие на страну оказала коронация Карла в Реймсе, устроил своё «миропомазание» юного Генриха VI в Соборе Парижской Богоматери в декабре 1431 года, которое мало кем во Франции было воспринято как законное.
Уже в следующем году Орлеанский бастард, ныне граф Дюнуа, взял Шартр, а коннетабль Ришмон, окончательно примирившийся с королём, стал его главным советником. Примиренец де ла Тремуйль (выступал за переговоры с Бургундией) был насильно устранён от двора и заточён в замке Монтрезор.
В 1435 году умерли Бедфорд и Изабелла Баварская. В сентябре этого же года произошло важнейшее событие — окончательное примирение Франции и Бургундии, которые заключили Аррасский договор против англичан. Уже на следующий год Ришмон вошёл с армией в Париж. Решающее наступление французов задержалось на несколько лет из-за интриг и мятежей при королевском дворе.
В 1449 году французы начали наступление в Нормандии, которое завершилось победой 15 апреля 1450 года в битве при Форминьи. Нормандия была занята французами.
Битва при Кастийоне 17 июля 1453 года была решающим эпизодом в заключительном этапе Столетней войны. Через три месяца французы взяли Бордо, что окончательно положило конец войне.

### Оправдательный процесс

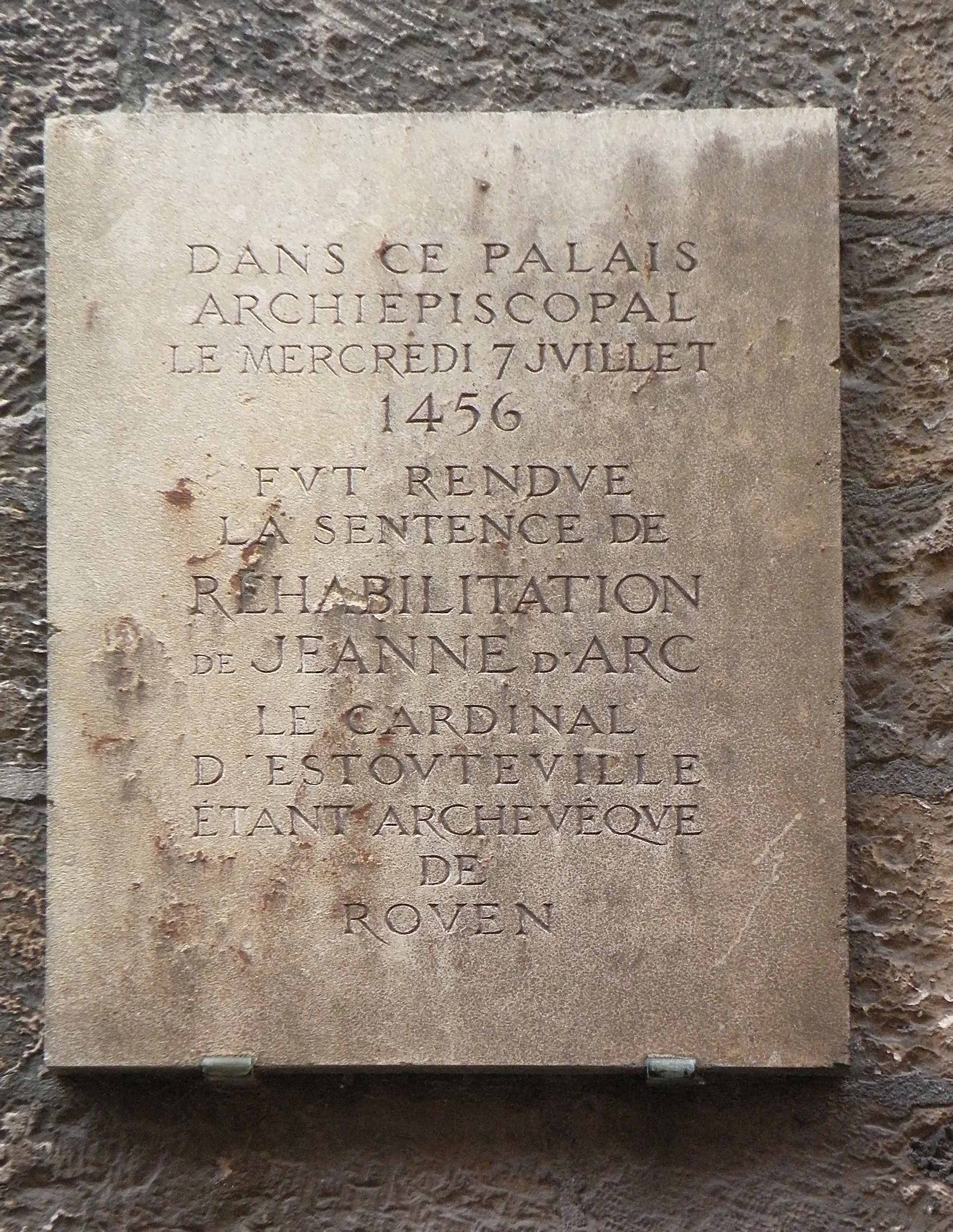
К оправданию Жанны д’Арк. Памятная доска, Руан

После окончания войны в Нормандии в 1452 году Карл VII велел собрать все документы, относящиеся к процессу над Жанной, и предпринять расследование его законности. Следствие изучило документы процесса, опросило оставшихся в живых свидетелей и единодушно пришло к выводу о том, что в ходе процесса над Жанной допускались грубейшие нарушения закона. В 1455 году папа Каликст III повелел провести новый процесс и назначил трёх своих представителей для наблюдения над ним, в том числе архиепископа Реймса Жана Жувенеля дез Юрсена в качестве председателя.
Суд заседал в Париже, Руане и Орлеане, также проводилось расследование в родных краях Жанны. Легаты папы и судьи допросили 115 свидетелей, в том числе и мать Жанны, её товарищей по оружию, простых жителей Орлеана.
7 июля 1456 года судьи зачитали вердикт, который гласил, что каждый пункт обвинения против Жанны опровергается показаниями свидетелей. Первый процесс был объявлен недействительным, один экземпляр протоколов и обвинительного заключения был символически разорван перед толпой собравшихся. Доброе имя Жанны было восстановлено.
В 1909 папа Пий X провозгласил Жанну блаженной, а 16 мая 1920 года папа Бенедикт XV канонизировал её (День памяти — 30 мая). В настоящий момент практически в каждой католической церкви во Франции есть статуя святой Жанны д’Арк. Орлеанская дева изображается в мужском костюме, с мечом в руке.
Существуют известные с XV века и дошедшие до наших дней легенды, которые предлагают альтернативные версии происхождения, жизни, смерти, а также «чудесного спасения» Жанны д’Арк.

## Пожалование гербом

Герб Жанны д’Арк, пожалованный ей королём

В 1429 году король Франции Карл VII Победитель пожаловал за особые заслуги Жанну д’Арк, её братьев с потомками как семейство Дю Лис с гербом, который описывался при блазонировании: «В синем поле серебряный меч с золотой рукоятью столбом, поддерживающий золотую корону и сопровождаемый двумя чисто золотыми лилиями».

## Память
- Каждый год 12 мая во Франции отмечается «День Жанны д’Арк».
- В честь Жанны д’Арк назван астероид (127) Жанна, открытый в 1872 году.
- Именем национальной героини назван французский крейсер-вертолётоносец «Жанна д’Арк», спущенный на воду в 1964 году (в 2010 году списан).
- В 1974 году по инициативе Андре Мальро в Орлеане был основан Центр Жанны д’Арк, в котором собираются документы, касающиеся её жизни и деятельности.

Памятник Жанне д’Арк в Париже (скульптор Э. Фремье, 1874)
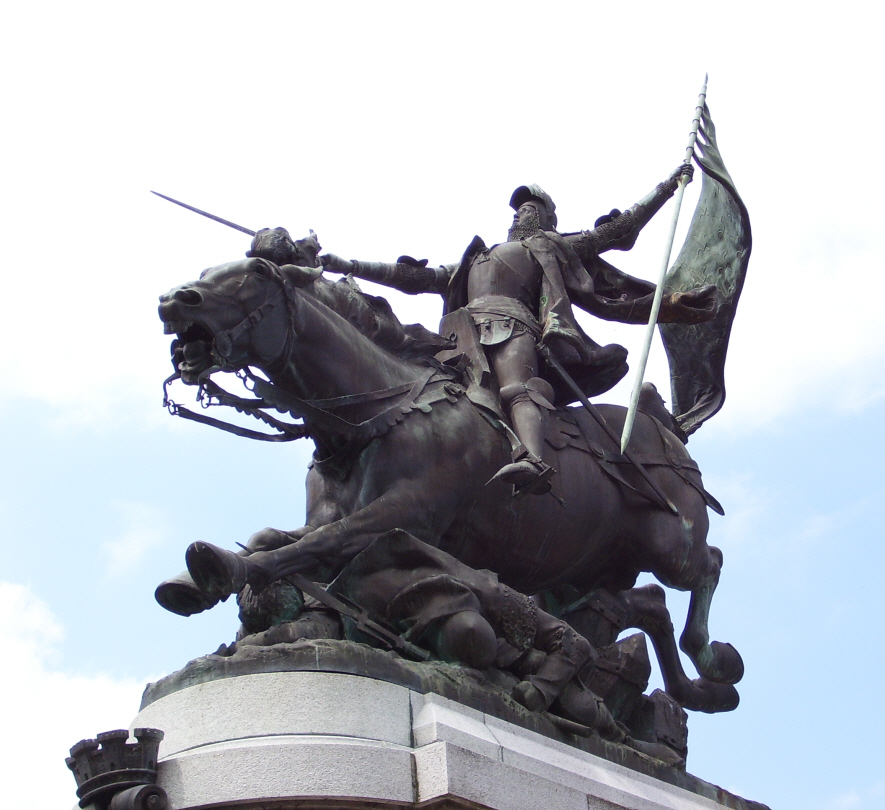
Памятник Жанне д’Арк в Шиноне (скульптор Ж. Руло, 1893)
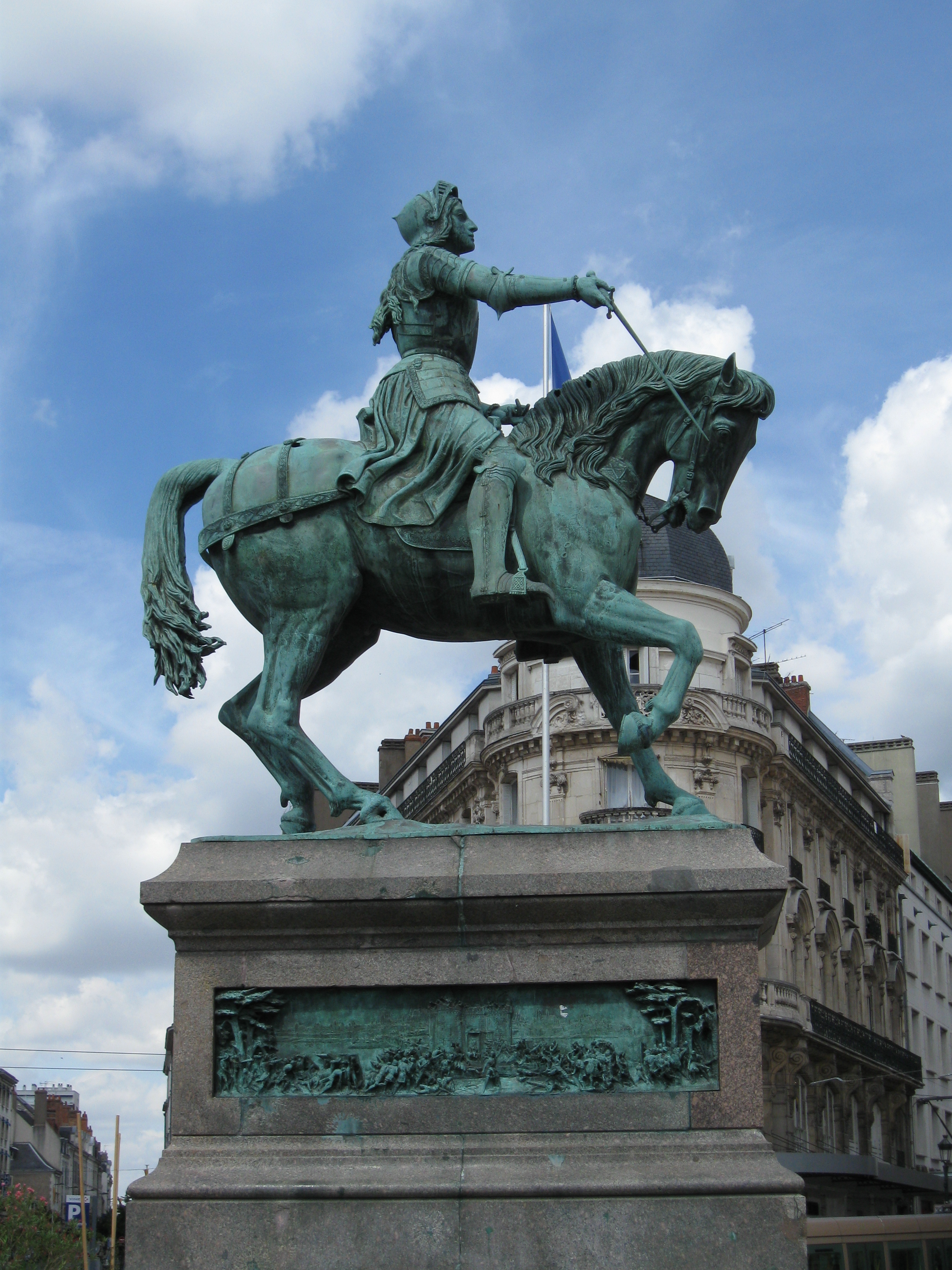
Памятник Жанне д’Арк в Орлеане (1855)
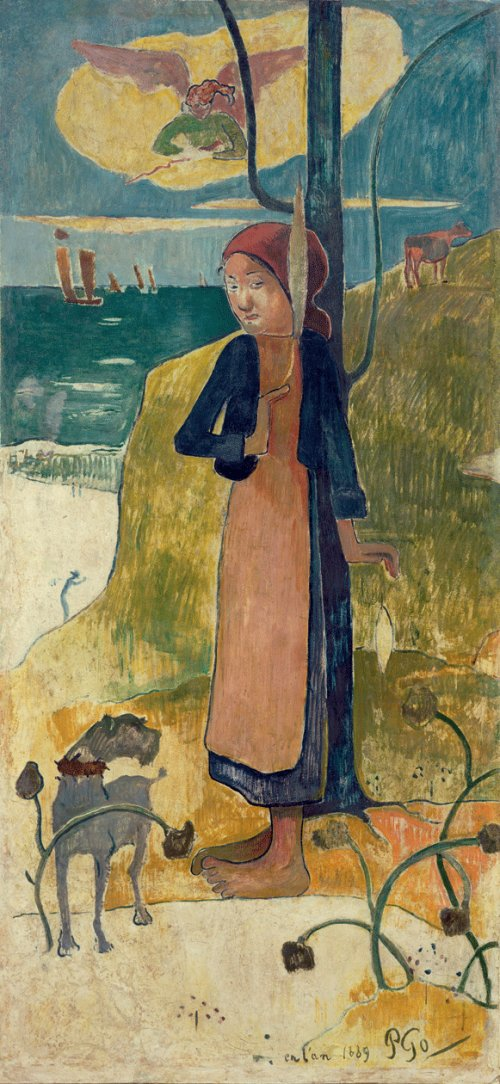
Жанна д’Арк (Поль Гоген, 1889)
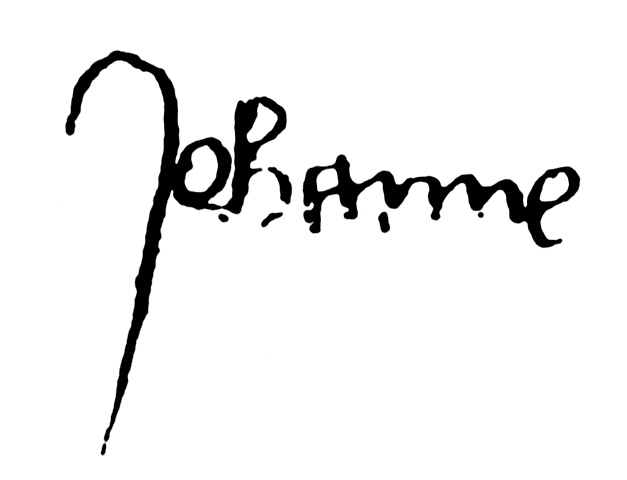
Подпись Жанны
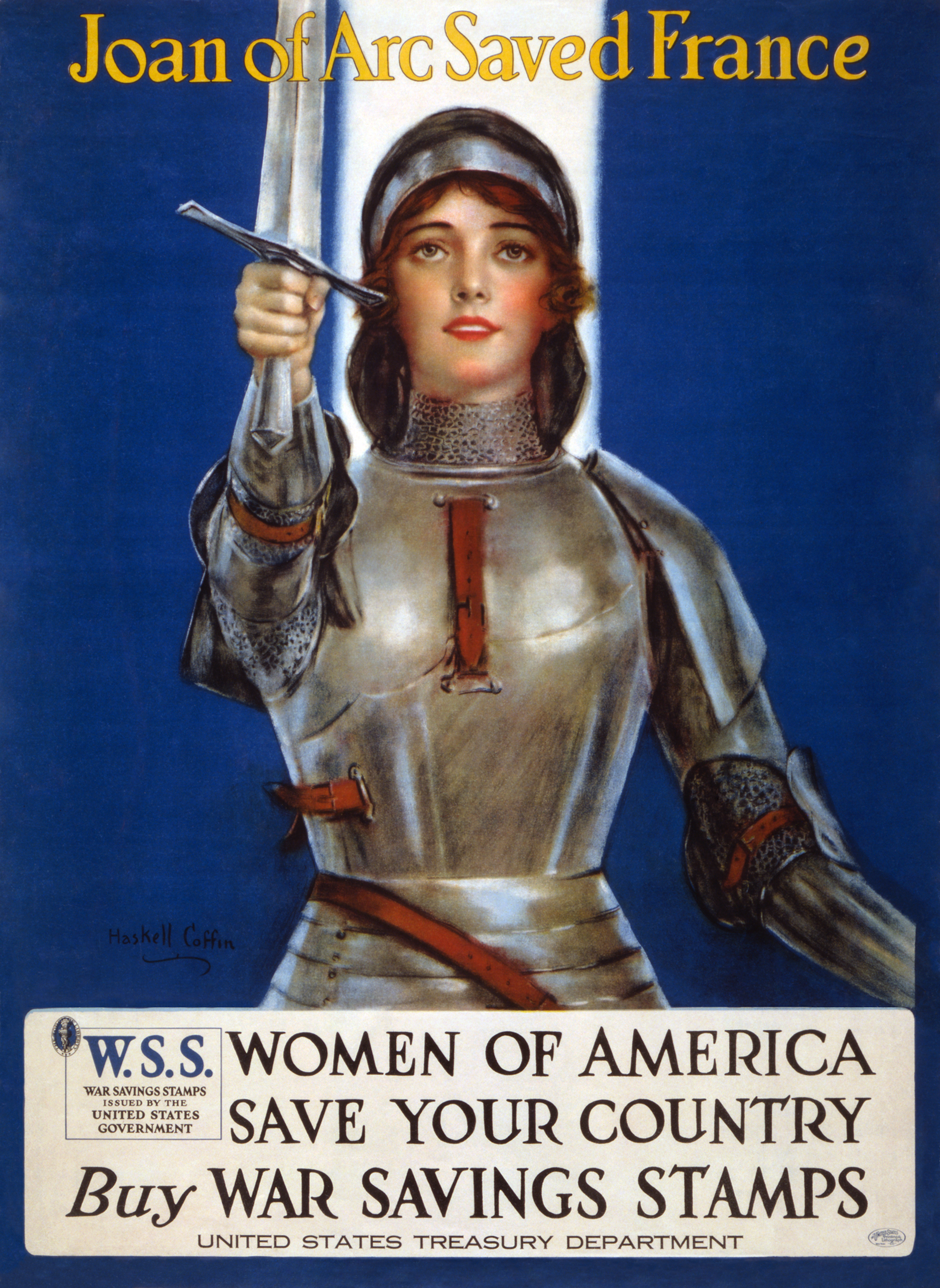
На американском агитационном плакате времён Первой мировой
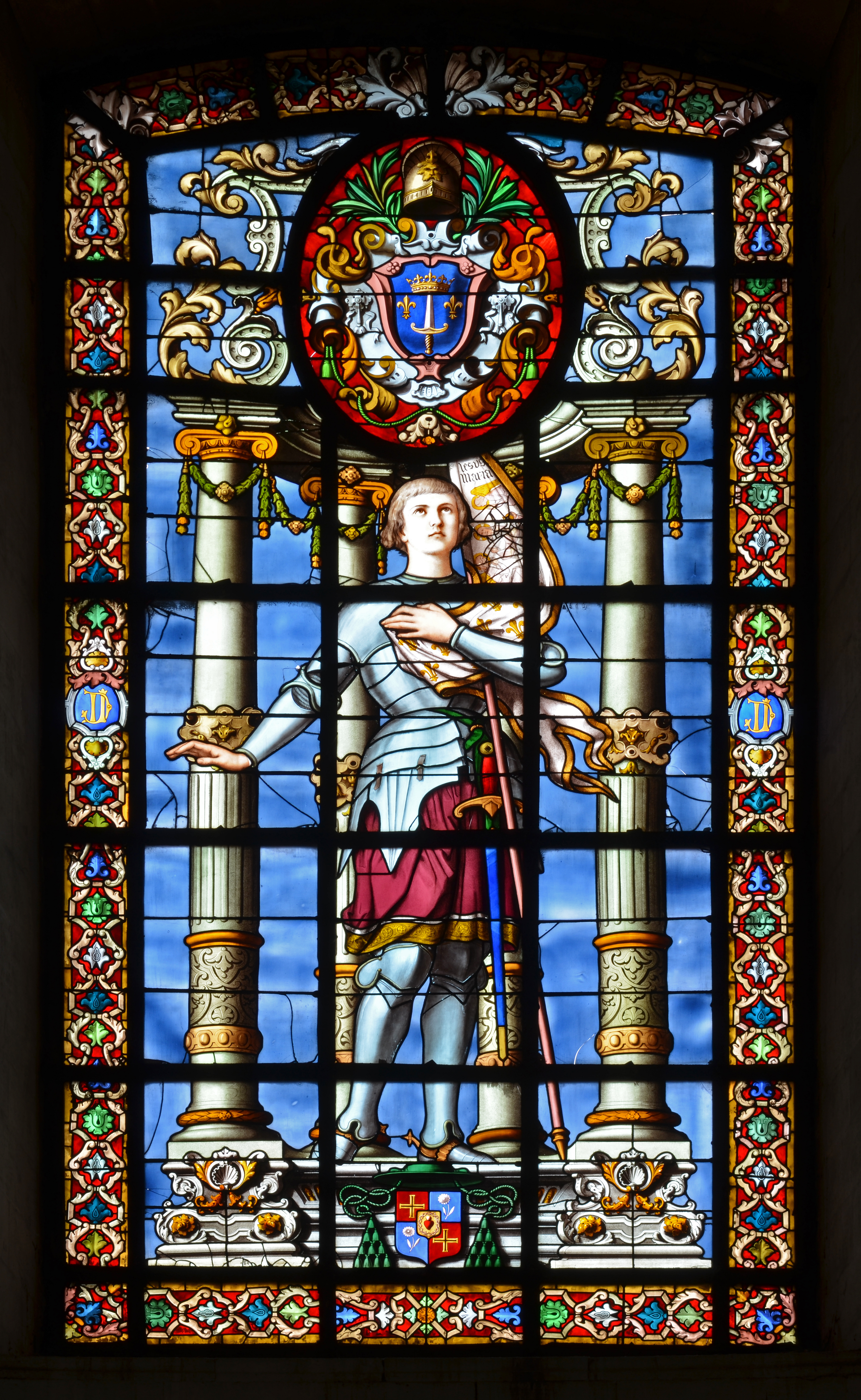
Витраж с изображением Жанны д’Арк в кафедральном соборе святого Людовика в Ла-Рошели

## Комментарии
1. ↑  Её имя писалось по-разному вплоть до середины XIX века[3]. Сама она писала своё имя как Jehanne[4][5]; об этом же сообщается и у Перну и Клэн.
2. ↑  После подписания договора в Труа, воспринятого его противниками как конец независимости Франции, одной из виновниц последнего считалась королева Изабелла. Возникло предсказание: «Женщина погубила Францию, Дева её спасёт». Это пророчество трактовалось через Библию —  женщине (Изабелле Баварской) противопоставляется Дева, как Еве, погубившей род человеческий — Мария, мать его Спасителя[10].
3. ↑  Традиционно считается, что речь идёт о святой Маргарите Антиохийской, однако, как отмечает В. И. Райцес в книге «Жанна д’Арк. Факты. Легенды. Гипотезы» (Л.: Наука, 1982. — Серия «Научные биографии»), никаких пересечений её жития и культа с жизнью Жанны обнаружить не удаётся. Исследователь, отмечая, что Жанна, по его мнению, не различала этих двух женщин, ссылается на легенду о «Маргарите, именуемой Пелагием», изложенную в «Золотой легенде» Якова Ворагинского под датой 8 октября. «Золотая легенда» никогда всерьёз не воспринималась теологами, однако была одной из самой читаемых (и, как следствие, весьма известной в устных пересказах) книг в XIV—XVI вв. В ней рассказывается, что Маргарита была очень красивой девушкой, но была воспитана в столь великом благонравии и целомудрии, что избегала даже взглядов мужчин. К ней посватался знатный юноша, родители дали согласие на свадьбу, но Маргарита, приняв решение сохранить свою девственность, остригла волосы и надела мужской костюм и под именем брата Пелагия укрылась в мужском монастыре, подверглась там несправедливым гонениям, но терпеливо вынесла все испытания и окончила жизнь в святости, открыв свою тайну только перед смертью. В 1455—1456 годах, накануне реабилитации Жанны, несколько авторитетных богословов написали специальные трактаты об оправдании Жанны, собрав все сведения о святых женщинах, которым пришлось по каким-то причинам носить мужскую одежду. Автор утверждает, что «Маргарита-Пелагий» ими не упоминается, поскольку никогда не была канонизирована (хотя 8 октября — день памяти святой Пелагии), а её жизнеописание у Якова Ворагинского, по мнению исследователей, представляет собой вольное изложение жития других святых.
4. ↑  Так там же во Франции в мае 1212 года у пастушка Стефана из Клуа произошло видение: ему явился Иисус в образе белого монаха, велев встать во главе нового крестового похода
5. ↑  Исследователи называют разные даты — 23 февраля, 4 или 6 марта — точно день прибытия Жанны установить пока не представляется возможным[11].
6. ↑  Традиционная версия встречи, которая повторяется с разницей лишь в незначительных деталях почти во всех работах, посвящённых Жанне, не вызывала сомнений у исследователей до последней четверти XX века. Впоследствии историки Жак Кордье и Клод Дезама предположили, что во время аудиенции не было «опознания» Жанной дофина, и что он не сообщал ей «королевского секрета». В. Райцес сомневался в том, что встреча прошла при большом скоплении народа. В своём докладе, прочитанном весной 1989 года в орлеанском Центре Жанны д’Арк (фр. Centre Jeanne d'Arc), Райцес отметил, что «торжественная встреча в Шиноне, по-видимому, историографическая легенда»[12].
7. ↑  По мнению В. И. Райцеса, перевод с французского, «Орлеанская дева», является не совсем корректным, так как эпитет «Дева» (тур. la Vierge) в средние века в Западной Европе применяли исключительно к Богородице.
8. ↑  Эта статуя охраняется государством как исторический монумент с 30 октября 2002 года.

1. ↑  Обвинением Жанны в ереси занимались ученые церковники, присланные из Сорбонны[16].

### Научная
- Буланин Д. М. Жанна д’Арк в России: Исторический образ между литературой и пропагандой. — М.; СПб.: «Альянс-Архео», 2016. — 720 с. — ISBN 978-5-98874-125-1.
- Пьер Весперини. Переписывая прошлое: Как культура отмены мешает строить будущее = Pierre Vesperini.Que faire du passé? Réflexions sur la «cancel culture». — М.: Альпина Паблишер, 2025. — С. 212. — ISBN ISBN 978-5-9614-8622-3.
- Дементьева Н. М. Иоанна Д`Арк. Историческая хроника. — М.: Типо-литография Тов-ва Кушнеров и Ко, 1895. — viii, 262 с.: ил.
- Левандовский А. П.. Жанна д’Арк. — М.: Молодая гвардия, 1962; 1982 (2-е издание); 2007 (3-е издание). — (ЖЗЛ). — ISBN 978-5-235-03039-8.
- Нечаев С. Ю. Альтернативная история Жанны дАрк. — М.: ЗАО ИД «Аргументы недели», 2021. — 256 с.: ил. — ISBN 978-5-6045376-2-6.
- Оболенский С. С. Жанна — божья Дева. — М.: Международная Ассоциация «Русская культура», 2013. — 496 с. — (Библиотека альманаха «Русский міръ»). — ISSN 20729456. (Оригинальное издание: Париж: YMCA-PRESS, 1987).
- Перну Р., Клэн М.-В. Жанна д’Арк / Пер. Т. Пошерстник, О. Ивановой. — М.: ИД «Прогресс», Прогресс-Академия, 1992. — 560 с. — (Века и люди). — ISBN 5-01-002054-8.
- Процесс Жанны д’Арк: Материалы инквизиционного процесса / Пер., коммент., статья А. Б. Скакальской. — М.; СПб.: Альянс-Архео, 2008.
- Райцес В. И. Процесс Жанны д’Арк.
- Райцес В. И. Жанна д'Арк: Факты, легенды, гипотезы. — СПб.: Евразия, 2003. — ISBN 5-8071-0129-4:2000.
- Ромм Ф. Жанна д’Арк: Загадки Орлеанской девы. — М.: НЦ «ЭНАС», 2008. — 216 с.: ил. — (Человек и эпоха). — ISBN 978-5-93196-888-9.
- Тогоева О. И. Вольтер, Жанна д’Арк и осёл: К истории одного мотива // Французский ежегодник 2008. — М., 2008. — С. 25—46.
- Тогоева О. И. Еретичка, ставшая святой: Две жизни Жанны д’Арк. — М.: Центр гуманитарных инициатив, 2016. — 576 с. — (Mediaevalia: средневековые литературные памятники и источники). — ISBN 978-5-98712-644-8.
- Эрлихман В. В. Жанна д’Арк: Святая или грешница? — М.: Вече, 2014. — 224 с. — (Человек-загадка). — ISBN 978-5-4444-0233-7.

- Krumeich Gerd. Jeanne d’Arc à travers l’histoire. — Paris: Albin Michel, 1993. — 416 p. — ISBN 978-2410000962.

### Художественная
- Сикари А. Святая Жанна.
- Марк Твен. Личные воспоминания о Жанне д’Арк сьера Луи де Конта, её пажа и секретаря.
- Мережковский Д. С. Жанна д’Арк.
- Мария Йозефа Курк фон Потурцин Жанна д’Арк.
- Гурьян О. М. Свидетели
- Крылов П. В. Мужской костюм Жанны д’Арк: неслыханная дерзость или вынужденный шаг?
- Тропейко В. Жанна д’Арк.
- Деко А. Великие Загадки Истории: Была ли сожжена Жанна д’Арк?
- Велейко О. Оклеветанная Жанна, или разоблачение «разоблачений».
- Шоу Б. Святая Иоанна (Saint Joan). — 1923.